# Набэсима Наонага
Набэсима Наонага (яп. 鍋島 直永, 22 октября 1813 — 9 февраля 1855) — японский даймё периода Эдо, 10-й правитель княжества Касима (1820—1839).

## Биография
Тринадцатый сын Набэсимы Наринао, 10-го даймё Саги. Мать, наложница Омасу, дочь Исии Наокаты. В 1819 году Наонага был усыновлён своим дядей Набэсимой Наонори, 9-м даймё Касимы. В 1820 году, после ухода в отставку Наонори, он стал следующим даймё.
В 1839 году Наонага передал княжество своему приёмному сыну Наохару и ушёл на покой. Его родной сын Набэсима Наоёси, родившийся после выхода в отставку, унаследовал княжество после двух следующих даймё и стал последним правителем княжества Касима.